# Torre Sàlvia
La Torre Sàlvia és una obra del municipi de Cardedeu (Vallès Oriental) protegida com a bé cultural d'interès local.

## Descripció
És un edifici aïllat destinat a l'habitatge unifamiliar i amb jardí al voltant. De planta rectangular, està compost de planta baixa i dues plantes superiors, amb coberta a dues vessants, amb el capcer nord tallat formant una tercera vessant. La planta baixa s'allarga a la part posterior, respecte a les plantes superiors, formant una galeria d'arcs de mig punt coberta per un terrat pla amb barana de balustres. Les façanes són simètriques que segueixen tres eixos verticals a les façanes principal i posterior. Les obertures són allindanades, amb guardapols i emmarcades.
El portal d'accés està al centre de la façana principal, amb portes balconeres a cada costat i finestres balconeres sense voladís a la planta primera. El coronament de la façana principal format per una cornisa recolzada en pilastres i mènsules, sobre la qual descansa un capcer de perfil corbat i trencat, amb medalló circular. Les façanes laterals i posterior estan delimitades, a la part superior, pel ràfec de la coberta i els caps de biga de fusta que el sustenten. Marquesina de ferro forjat al portal d'accés. Baranes de ferro a les balconeres. Pilastres cantoneres a la planta baixa de la façana principal.

## Història
El 1877 l'Ajuntament va encarregar a l'enginyer Manuel Gispert un Pla d'Urbanització que fixés alineacions, amb la finalitat que els nous creixements es subjectessin a les seves directrius. L'octubre d'aquell any es va aprovar el Pla d'Eixample de la vila per la part oest, redactat per Gispert. Salvador Sàlvia va adquirir els terrenys, l'any 1890, a Lliberata Bellavista, hereva de la finca del Molí Lledò. Al perllongar-se els carrers del Molí i de Barcelona i obrir-se el de Marià Borell, es va fragmentar la finca; aquesta divisió va ser la que va donar peu a la construcció de la Torre Sàlvia (1890) i de Can Vendrell (1907). El 1898, segons Tomàs Balvey es reforma la casa. El 1904 el fill de Salvador Sàlvia va comprar més terrenys a l'extrem oest de la finca del Molí Lledò a Lliberata Bellavista, ampliant la seva i convertint-la en una de les més grans del nucli urbà. Durant la dècada dels 70 del segle XX es va fer una segregació per a la construcció d'habitatges unifamiliars.